# Diatomys
Diatomys (Li, 1974) è un genere di roditori estinti della famiglia dei Diatomiidi, vissuto in Asia.

## Descrizione
In base a diversi scheletri completi, alcuni forniti anche di peluria, questi roditori sono i parenti più vicini del ratto delle rocce laotiano, unica specie vivente della famiglia dei Diatomiidi. Infatti con esso condividono le caratteristiche craniche e morfologiche più importanti, come la mandibola tipicamente sciurognata, la dentatura bilofodonte, ma anche l'aspetto simile ad un ratto con una lunga coda folta.

## Tassonomia
Sono state descritte due specie:
- D.shantungensis - Vissuto nel Miocene inferiore nelle province cinesi dello Shandong e dello Jiangsu, in Pakistan settentrionale e sull'isola giapponese di Kyūshū;
- D.liensis (Mein & Ginsburg, 1985) - Vissuto nel Miocene nella provincia di Lamphun, nella Thailandia nord-occidentale.